# Isa Halvarsson
Isa Anna-Mina Halvarsson, född Eklund 10 februari 1937 i Västerås, är en svensk tandläkare och politiker (folkpartist).
Isa Halvarsson, som kom från en företagarfamilj, tog tandläkarexamen 1961 och arbetade därefter i folktandvården 1961-1965 och som privatpraktiserande tandläkare från 1966. Hon var ledamot i Kristinehamns kommunfullmäktige 1977-1989, åren 1986-1988 också ledamot i kommunstyrelsen. Hon var även andre vice ordförande i Folkpartiets kvinnoförbund 1989-1992 och därefter förste vice ordförande.
Hon var riksdagsledamot för Värmlands läns valkrets 1988-1998. I riksdagen var hon bland annat ledamot i arbetsmarknadsutskottet 1991-1994, skatteutskottet 1994-1997 och EU-nämnden 1997-1998. Hon engagerade sig främst i regionalpolitik och sociala frågor.
Isa Halvarsson var också Folkpartiets gruppledare i Sveriges riksdag 1997-1998, och deltog i ett stort antal statliga utredningar.